# Scheko Spiridonow

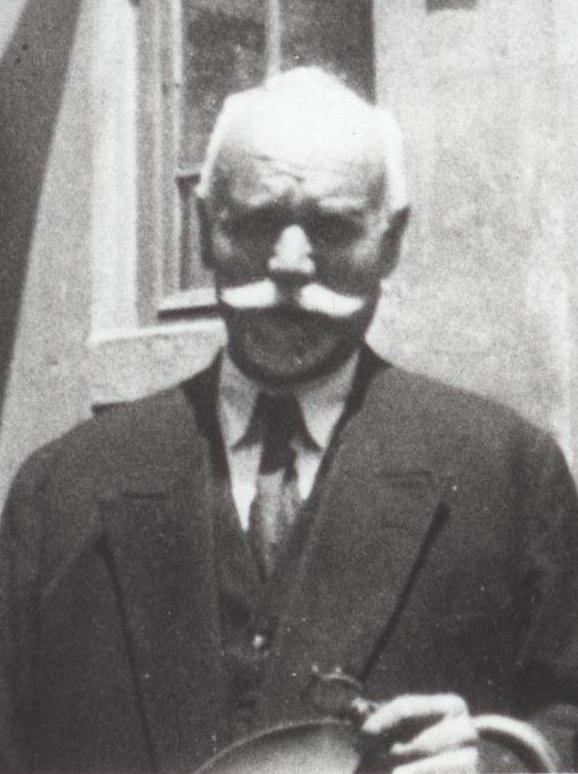
Scheko Spiridonow (etwa 1935)

Scheko Spiridonow (bulgarisch Жеко Спиридонов; * 15. Februarjul. / 27. Februar 1867greg. in Schumen; † 21. Juli 1945 in Ribariza bei Tetewen) war ein osmanisch-bulgarischer Bildhauer und Hochschullehrer, der mit Boris Schatz und Marin Wassilew die bulgarische Bildhauerei begründete.

## Leben
Spiridonow besuchte 1886–1889 die Keramik-Schule in Bechin. Darauf unterrichtete er an der Staatlichen Gewerbeschule in Sofia. 1892–1898 studierte er an der Akademie der Bildenden Künste München. Er beteiligte sich an Ausstellungen in Deutschland und schloss das Studium mit einer Silbermedaille ab.
1898 kehrte Spiridonow nach Bulgarien zurück und unterrichtete Malerei am 1. Sofiaer Klassischen Gymnasium und an der Staatlichen Zeichenschule, die später die Kunstakademie wurde und deren Rektor er dann war (1909–1911, 1924–1926, 1929–1930). 1908 war er zum Professor gewählt worden. Ausgehend von der Kunst Donatellos und anderer Klassiker entwickelte er seinen eigenen Stil. Zu seinen Schülern gehörten Iwan Lasarow, Iwan Funew, Wladimir Dimitrow-Maistora und Grigor Aharonjan.
Spiridonow schuf Denkmäler für Zar-Befreier Alexander II. in Plewen; Christo Botew, Wassil Lewski und Graf Nikolai Ignatjew in Warna; Iwan Wasow und Georgi Benkowski in Sofia und Aleko Konstantinow in Swischtow.

## Werke (Auswahl)

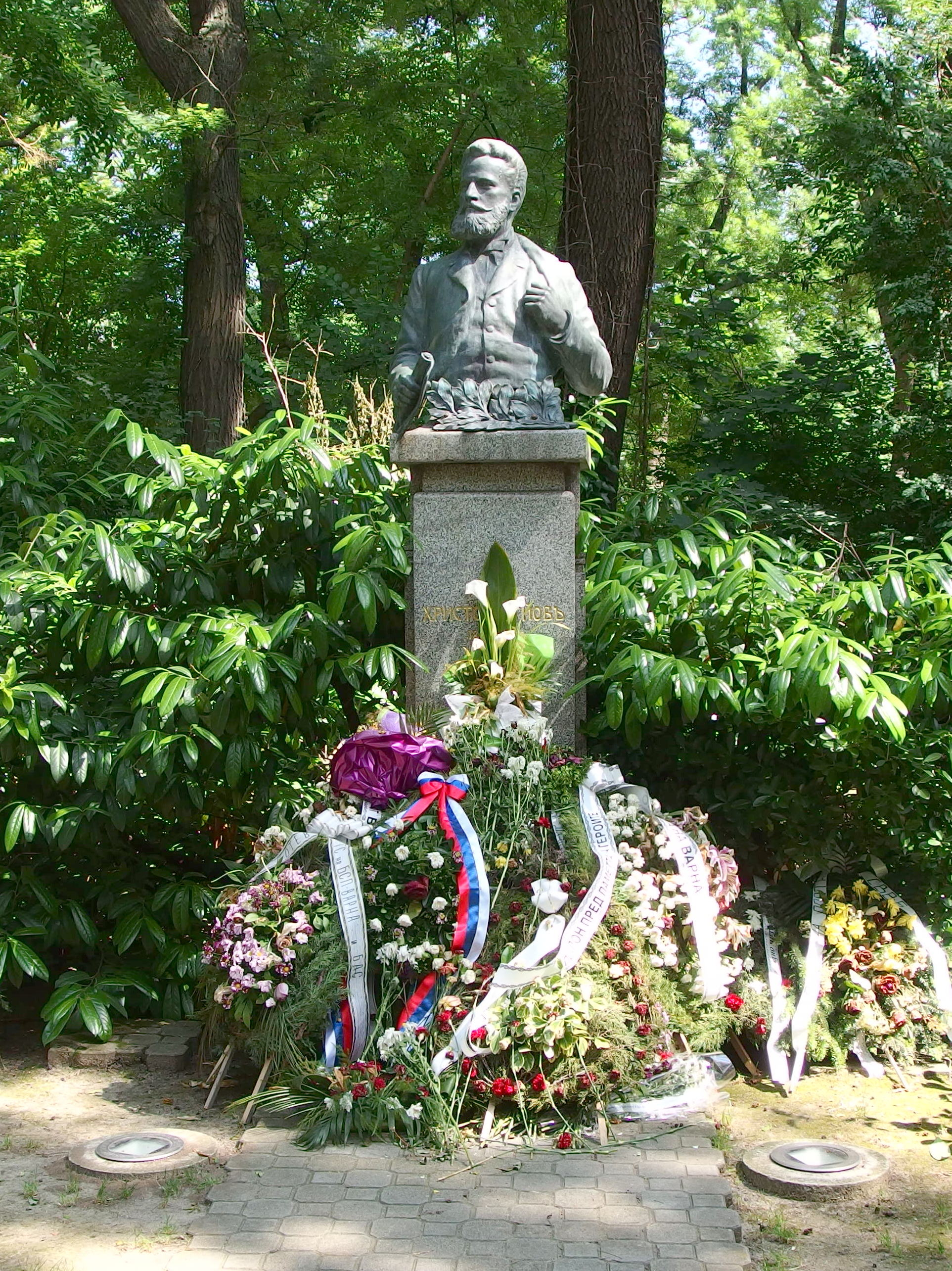
Botew-Denkmal, Warna
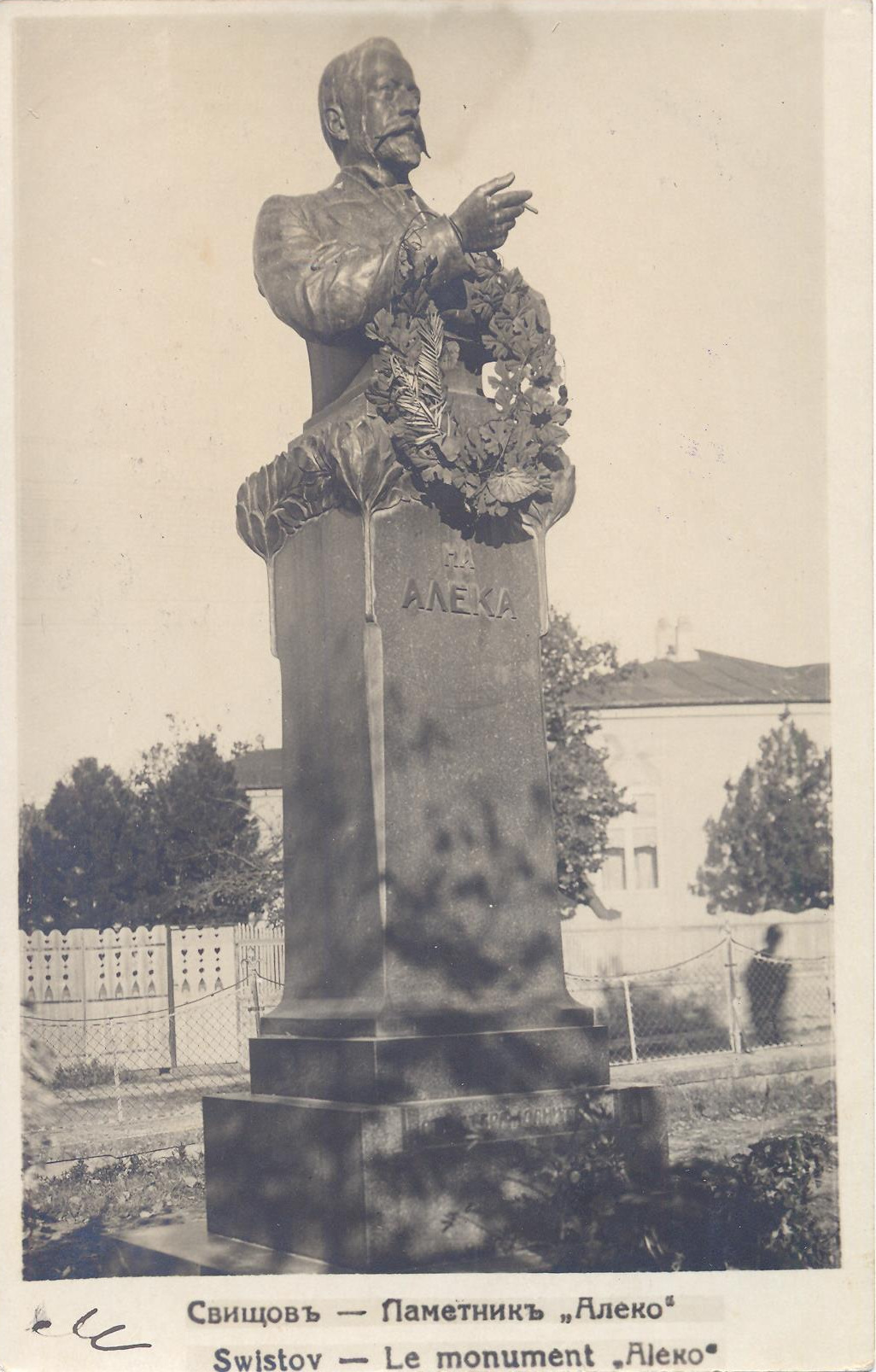
Konstantinow-Denkmal (1927), Swischtow
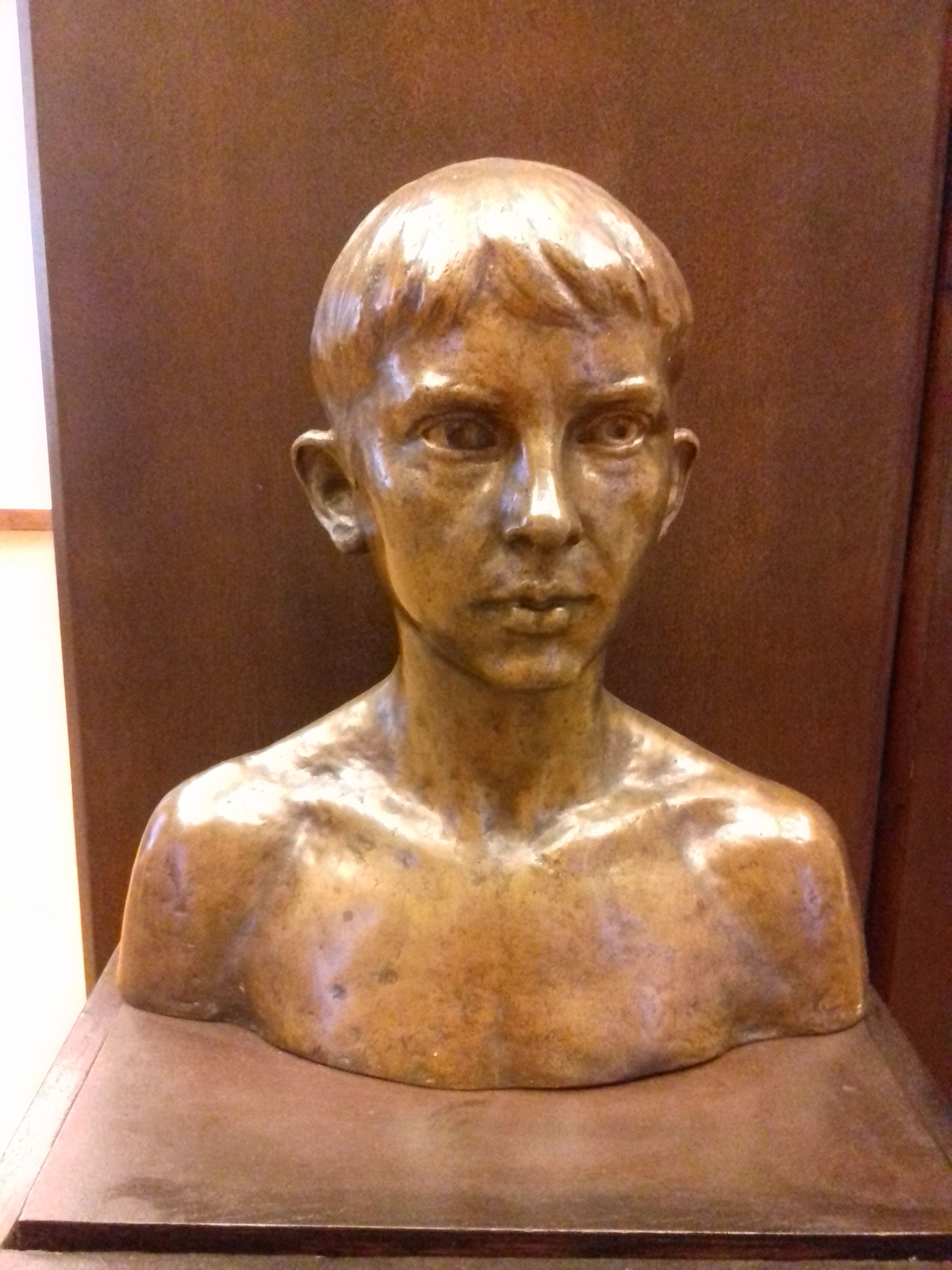
Wladimir Wladimirow Wasow (1932, Sohn Wladimir Mintschow Wasows)